# 岁月的童话
《兒時的點點滴滴》，片名日語意為「記憶的點點滴滴」，是1987年由岡本螢、刀根夕子合著的漫畫。並在1991年由吉卜力工作室的高畑勳擔任導演與劇情改編成動畫長片；並由東寶發行。並在2011年改編成音樂劇演出。片尾主題曲《愛は花、君はその種子》是改編自阿曼達·麥克布魯姆創作的歌曲《The Rose》
《兒時的點點滴滴》探索了一種傳統上被認為超出動畫題材範圍的類型：一部為成年人，尤其是女性為主角的現實主義戲劇作品。在上映後這部電影取得了驚人的票房成功，吸引了大量成人觀眾，並成為1991年日本票房最高的電影。並受到了日本以外的評論家的好評。

## 劇情簡介
岡島妙子是27歲在東京生活的單身上班族，某日請了為期10天的長假，想再去體驗去年在山形縣待在大姐夫的弟弟家中所過的鄉村生活。在前往鄉村的路途上，妙子不自覺地回想小時五年級的種種回憶，像第一次品嘗鳳梨味道的興奮感、第一次初戀甜蜜的滋味。當妙子來到山形縣的鄉村後，愉快地與熟悉的朋友一起務農，並與他們分享內心中的回憶。之後妙子在這幾日的生活中，不知不覺體驗到自己內心真正所嚮往的生活，以及了解到心中真正所需要的伴侶。

## 角色
| 角色                           | 配音 | 配音                  | 配音     | 配音             | 介紹 |
| 角色                           | 日本 | 臺灣                  | 英屬香港 | 美国             | 介紹 |
| ------------------------------ | --- | --------------------- | -------- | ---------------- | --- |
| 岡島 妙子（），27歲            | 今井美樹 | 林芳雪 許淑嬪（早期） | 林憶蓮   | 黛西·蕾德莉      | 本作主角，東京上班族，受周遭人歡迎。1982年的夏天向公司請了10天假去山形縣鄉村旅行，順道體驗鄉土生活。在農莊生活的日子，妙子辛勞地採集染布用的紅花。愛上了自然恬靜的生活之餘，不時回憶起小學五年級的自己和點滴。（註：早期台灣將「岡島妙子」給取了中文名字叫「沈圓圓」） |
| 岡島妙子，10歲                 | 本名陽子 | 陳若甄                | 盧素娟   | 艾莉森·弗南德斯  | 就讀男女合校小學，為人任性、偏食 (不吃蘿蔔絲、洋蔥)、對數字遲鈍 (尤其分數除法)，擅長作文。在演戲方面有潛質，有機會當文藝節話劇的童角，並有大學劇團想邀請演出，但被妙子的父親拒絕，理由是「我們家的孩子不演戲」。喜歡陰天。                                             |
| 敏雄（）                       | 柳葉敏郎 | 周寧                  | 黃志成   | 戴夫·帕特尔      | 25歲，妙子大姐夫的堂弟，為人開朗親切、辨事認真，是名熱心的年輕農夫。大清早在妙子到達的高瀨車站接她，並當她的嚮導，讓她體會了整個農家生活的氣氛。在和妙子別離的前一晚，替妙子解開兒時以來一直耿耿於懷的「我不會和你握手。」之謎。                                       |
| 岡島 奈奈子（）                | 山下容莉枝 | 陳季霞                | 林元春   | 羅拉·貝利        | 妙子的大姐，上班族，愛美麗，喜歡走在潮流尖端。 |
| 岡島 彌惠子（）                | 三野輪有紀 | 劉小芸                | 袁淑珍   | 艾許莉·伊克斯丁  | 妙子的二姐，高材生，漂亮但為人高傲，不時戲弄小時候的妙子。 |
| 妙子的媽媽（）                 | 寺田路恵 | 陳季霞                |          | 格蕾·德莱勒      | 夫唱婦隨型的傳統主婦。 |
| 妙子的爸爸（）                 | 伊藤正博 | 趙明哲                |          | 馬修·楊·金       | 沉默看報紙的上班族，不支持演藝事業。 |
| 妙子的奶奶（）                 | 北川智繪 | 崔幗夫                |          | 莫娜·瑪西爾      | 性格沉著的老婦人。 |
| 谷津子（）                     | 飯塚雅弓 | 楊小黎                |          | 霍佩·萊維        | 妙子小學時的同班同學，擅長表達自己的意見，也容易對此一點表現出意的模樣。（註：早期台灣將「谷津子」給取了中文名字叫「古晶晶」） |
| 愛子（）                       | 押谷芽衣 | 許淑嬪                |          | 史蒂芬妮·薛      | 妙子小學時的同班同學。 |
| 附近的6年級生                  | 岩崎宏美 | 崔幗夫                |          |                  | |
| 敏雄媽媽                       | 仙道孝子 | 崔幗夫                |          |                  | |
| 德子（）                       | 小峰めぐみ | 錢欣郁                |          | 艾娃·阿克斯      | 妙子小學時的同班同學。 |
| 理惠（）                       | 滝澤幸代 | 陳季霞                |          | 瑪德琳·羅斯·伊恩 | 妙子小學時的同班同學。身材有些豐腴、生理期來得早的女孩。 |
| 鈴木（）                       | 石川匡 | 陳季霞                |          | 傑登·貝克斯      | 妙子小學時坐在她隔壁活潑的男同學、綽號為「小鈴」（），不愛喝牛奶。 |
| 廣田秀二（）                   | 增田裕生 | 陳季霞                |          | 賈妮拉·希爾曼    | 妙子隔壁5年4班的男孩，擅長棒球，也是妙子初戀的對象。曾經問妙子喜歡晴天還是雨天，跟妙子一樣喜歡陰天。 |
| 阿部（あべくん）               | 佐藤広純 |                       |          |                  | |
| 勝男（）                       | 後藤弘司 | 康殿宏                |          |                  | 妙子大姐夫的哥哥，山形縣的農民。 |
| 紀代子（）                     | 石川幸子 |                       |          | 蘇瑪麗·蒙塔諾    | 勝男的妻子。 |
| 尚子（）                       | 渡邊昌子 |                       |          | 塔拉·史壯        | 勝男與紀代子的女兒，就讀中學。 |
| 老奶奶（ばっちゃ）             | 伊藤シン |                       |          | 妮卡·法特曼      | |
| 班主任老師                     | 近藤芳正 |                       |          |                  | |
| 車站人員                       | 古林嘉弘 |                       |          |                  | |
| （おさげ）                     | |                       |          | 塔拉·桑德斯      | |
| 電視上的虎鬍子船長（トラヒゲ） | 永井一郎 |                       |          |                  | |
| 殿村（）                       | |                       |          |                  | 妙子小學時的同班同學，有著俊秀的臉孔、運動全能，但在棒球比賽輸給了廣田秀二。原作漫畫中以殿村為故事中心的章節則為「跑步」（）。 |
| 其他                           | 高橋一生 近藤芳正 小島幸子 市川浩 井上大輔 山本剛 松本修 川端大輔 武藤真弓 大成誠晃 脇田麻衣子 宝田絢子 飯尾麻耶 三島知子 林亞紀 大友大輔 大豆生田信彰 鈴木えり子 |                       |          |                  | |

## 製作
《兒時的點點滴滴》起初為替吉卜力工作室1989年作品──《魔女宅急便》製作錄音的Omnibus Promotion社長斯波重治向吉卜力人員推薦的漫畫。一開始曾被提議製成30分鐘的短片、並搭配《魔女宅急便》一同上映。但因礙於原作漫畫特有的風格、在改編動畫會在劇情表現上有所困難的問題，而讓企劃未順利推進。當時閱讀過原作的宮崎駿認為這部作品只有他的工作前輩高畑勳才有辦法將它改編成動畫、而力薦眾人讓高畑擔任此片導演一職。
事後高畑勳雖答應接下此片導演的位子，但之後曾打算先製作一片以中國滿洲為舞台、探討在二戰時期日本與中國之間殖民問題的電影《國境》；讓《兒時的點點滴滴》改編動畫一事再度面臨延遲問題。但後續因《國境》成為遭腰斬的企劃，才讓高畑勳回頭專注於執導《兒時的點點滴滴》上。
此作品亦為高畑勳與宮崎駿的長年工作同伴鈴木敏夫首次接任製作人職務的動畫。

### 場景
作品在幼年時期妙子的場面中，為了突顯出原作漫畫的特色以及回憶的氣氛，色彩上選用較淡的色調，並在一些周遭背景作出矇矓模糊的效果。成人妙子的場景裡則以搭配清晰的色彩、加重寫實技法為主。
故事中出現的鄉村場景採自於日本山形縣一帶實有的景點，如山形市的高瀨地區、藏王連峰、仙山線的高瀨車站等等。

### 臉部描寫
動畫裡在成人妙子的章節部份中，高畑勳為了挑戰「能忠實呈現人類臉部動態」的寫實感；讓登場的角色在面頰肌肉、紋路有著特別的描寫。
為了能準確掌握住人類臉部的凹凸部份，當時參考了雕塑家佐藤忠良的意見及他的人面像作品，並也將成人妙子與敏雄的配音員今井美樹與柳葉敏郎倆人的表情給模凌下來、套用在動畫角色上。

### 製作人員
- 原作：岡本螢、刀根夕子
- 導演：高畑勳
- 導演助手：須藤典彥
- 製作人：鈴木敏夫
- 執行製作人：宮崎駿
- 執行監製：徳間康快、佐佐木芳雄、磯邊律男
- 制作：原徹
- 分鏡：百瀨義行
- 製作監製：宮崎駿
- 人物設計：近藤喜文
- 作畫監督：近藤喜文、近藤勝也、佐藤好春
- 場面設計：百瀨義行
- 畫面檢查：館野仁美、立木康子、中邊利惠
- 美術監督：男鹿和雄
- 美術助手：久村佳津
- 特殊效果：谷藤薰兒
- 效果：伊藤道廣
- 效果助手：石野久貴、石上明宏
- 畫面處理：高屋法子
- 宣傳製作：德山雅也
- 音樂：星勝
- 主題歌：都春美
- 監製：鈴木敏夫
- 出品人：原徹
- 製作動畫室：吉卜力工作室

### 標語文宣
- 我跟我自己去旅行(私はワタシと旅に出る)──由糸井重里提供。

## 音樂

### 片中配樂
動畫中的音樂除了有作曲家星勝所編寫的原創曲目外，多穿插著日本六零年代的老歌或是其它各種異國的曲目。
日本歌曲
- 小時的妙子和奶奶去熱海泡溫泉在旅社房間場面的配樂為日本演歌《溫泉鄉的悲歌》的前奏。
- 妙子回想吃鳳梨的場景一開始的配樂為YMO的《雷電》；[13]之後切鳳梨段落為民謠《椰子之實》的演奏版；最後覺得吃鳳梨沒想像中有趣的背景歌曲為西田佐知子的《東京藍調》。[14]
- 提到披頭四在日本掀起熱潮的段落中，出現當時1966年剛出道的日本樂團(The Wild Ones)的首張單曲音樂《回憶的海灘》。[15]
- 班會快結束時的配樂是演唱的《有我在別擔心》。[16]※(高畑勲的另一部吉卜力動畫《隔壁的山田君》有再使用過一次)
- 廣田班上三名女生唱的歌是西鄉輝彥的《星下的佛朗明哥》，之後廣田在棒球比賽中用的配樂則是該首歌曲改編的演奏版。[17][18]
- 妙子和廣田在路上交談後，妙子沉醉在美妙幻想的配樂為改編倍賞千恵子在1966年演唱的NHK電視劇《小花絆》主題曲。[17]
- 小學班上男同學聽到女生去買生理期用的東西段落的配樂是的《小寶寶你好》。[17]
- 妙子用切過蘋果來思考分子分母時背景音樂同為倍賞千恵子的《別離總在舞蹈後》。[19]該段落從原作漫畫改編的章節裡頭；畫面背景也有出現這首歌的歌詞。[20]
- 片尾曲《愛是花、你是那種子》開始前的一小段場景：在車站裡拿著收音機的老伯伯播放的是片尾曲演唱者都春美的個人代表曲目之一《我心愛的人》。[21]

葫蘆島漂流記歌曲
- 當妙子客廳在看節目「葫蘆島漂流記」時聽到她可能會被邀請去演戲時，電視上撥放著《咕咕叫之歌》及節目片尾曲《葫蘆島漂流記結尾曲》。[22]
- 在妙子蹲在客廳悶悶不樂聽媽媽回絕日大學生的演戲邀請時，電視播放的為《可悲男孩》。[22]
- 之後妙子與媽媽在街上談論別班女生被日大學生邀請去演戲後，妙子唱著葫蘆島漂流記開頭曲《葫蘆島漂流記》。[22]原作漫畫的第一篇裡頭妙子也唱過這首歌。[23]

以色列歌曲
- 妙子首次回憶小學在學校放暑假時，背景音樂為以色列傳統舞蹈「水舞」(Mayim Mayim、‎)用的舞蹈配樂。[14]該民族舞蹈在二戰後於日本小學校廣為推行。

匈牙利曲目
- 敏雄車上一開始放的音樂是匈牙利民謠女歌手「瑪塔·塞巴斯蒂安」隸屬樂團(音樂家樂團)的歌曲《創造》（TEREMTÉS）、之後是《唱著屬於我的歌》（FUVOM AZ ÉNEKEM），最後則為《晨曲》（HAJNALI NÓTA）。[24]

保加利亞曲目
- 妙子在紅花田準備工作服時配樂為保加利亞傳統歌曲《Dilmano Dilbero》；採紅花時則穿插著《整頓花園的女孩》（MALKA MOMA DVORI METE）。[24]

羅馬尼亞曲目
- 敏雄載妙子快到紅花田時背景音樂為羅馬尼亞排簫樂手吹奏的《綠葉的吹息》（FRUNZULITĂ　LEMN　ADUS）。[24]
- 敏雄載妙子從藏王寺回來時同為吹奏的《婚禮之曲》（CINTEC DE NUNTA）。[24]

義大利曲目
- 故事快結束時敏雄在車播放的音樂為。[21]

美國曲目
- 小學學校男孩子在走廊上偷看女同學內褲的惡作劇場景配樂為美國民謠《奧克拉荷馬混合曲》(草叢的火雞)。

其它
- 妙子和座位隔壁的同學互換彼此不喜歡吃的午餐菜餚的配樂為布拉姆斯的《匈牙利舞曲第五號》。[16]而原作漫畫作者岡本螢小時候在教室吃營養午餐時，學校播放的音樂即為《匈牙利舞曲第五號》。[25]
- 小學的妙子幫爸爸搥背要求買新包包的段落背景樂為舒伯特的《鱒魚五重奏》。[19]

### 片尾曲
片尾曲《愛是花，你是那種子》原為美國歌手貝蒂蜜德勒（Bette Midler）在電影《歌聲淚痕》（The Rose）中演唱的同名歌曲，高畑勳認為這首歌曲風格頗有「曾經有過歷練的長者、看見眼前有著像它當年迷茫的青年，而向它所傳授人生智慧」的景象，適合放在末段當片尾曲，並將原先英語的歌詞內容修改為他所翻譯編寫的日語歌詞。
此曲目邀請演歌歌手都春美錄製、亦為她首次翻唱的國外歌曲。

## 反應
《兒時的點點滴滴》在日本上映後票房收入為18億7千萬日元，為當年年度日本國產電影的首位。
2022年4月，《Paste (magazine)》評選前100名不限年份的最佳日本動畫電影，《兒時的點點滴滴》排名第25名。2023年3月，本片在爛蕃茄發表「根據爛番茄評論家評比，100部不限時間的最佳日本動畫電影」排行榜名列第2名，和位居榜首的《輝耀姬物語》、排名第3名《螢火蟲之墓》是吉卜力工作室唯三在該網站獲得100%全新鮮度高分的電影。

## 影音產品

### 印象專輯
| 1.紅花～旋樂演奏版～（） |                           | 8.生理期的故事（） |
| 2.預感～妙子與敏雄～（） | 9.內心的旅程（）          |                    |
| 3.耍任性（）             | 10.摘取紅花（）           |                    |
| 4.男女交際（）           | 11.25分（）               |                    |
| 5.沒到過鄉下（）         | 12.阿部（）               |                    |
| 6.偶像（）               | 13.紅花～鋼琴彈奏版～（） |                    |
| 7.營養午餐（）           | 14.情景～鄉村的主曲～（） |                    |

作曲．編曲：星勝

#### 原聲帶
| 1.※《兒時的點點滴滴》主題曲（） |                           | 13.別離總在舞蹈後（） |
| 2.椰子之實（）                  | 14.我心愛的人（）         |                       |
| 3.水舞（）                      | 15.※兒時的點點滴滴（）    |                       |
| 4.星光下的佛朗明哥（）          | 16.創造（TEREMTÉS）               |                       |
| 5.小花絆（）                    | 17.唱著屬於我的歌（FUVOM AZ ÉNEKEM）     |                       |
| 6.葫蘆島漂流記（）              | 18.晨曲（HAJNALI NÓTA）               |                       |
| 7.咕咕叫之歌（）                | 19.綠葉的吹息（FRUNZULITĂ　LEMN　ADUS）         |                       |
| 8.可悲男孩（）                  | 20.婚禮之曲（CÎNTEC DE NUNTA）           |                       |
| 9.葫蘆島漂流記結尾曲（）        | 21.                       |                       |
| 10.回憶的海灘（）               | 22.※摘取雨下的紅花（）    |                       |
| 11.東京藍調（）                 | 23.※阿部的主題曲（）      |                       |
| 12.別多說 交給我來辦（）        | 24.愛是花，你是那種子（） |                       |

※符號代表為星勝的原創曲目。

## 其它

### 動畫細節
- 動畫開頭成人妙子在個人房間收藏的音樂錄音帶分別為比利·喬爾、南方之星、松任谷由實、丹西格爾（Dan Siegel）、霍爾與奧茲、指針姊妹（Point Sisters）的專輯。[13]
- 妙子二姐彌惠子喜愛的寶塚劇團演員為上月晃。[15]
- 谷常子在班會上表示不可浪費午餐菜餚時、她身旁的男同學故意開玩笑地說「真是好幸福喔」的那句話；為明星加山雄三在1965年演唱的流行名曲《一定愛著妳》裡頭的一句歌詞。[16]
- 班會快結束時妙子班上一名胖男孩倒在地上前說的一句「還真是嚇人哪」；是當時1960年代期間由喜劇演員三波伸介所引起的流行語。[16]
- 妙子在搭上開往山形縣的列車前，提到關於「電動削筆機」、「楳圖一雄恐怖漫畫」、「養的小狗」的事情，分別指的是原作漫畫中第1篇妙子想要電動削筆機的、第2篇妙子看了楳圖一雄的漫畫後；把自己的媽媽想像故事中妖怪的、以及第4篇提及家裡養的小狗走失的。[16]
- 描述廣田暗戀妙子的章節中，一開始5年4班三名女生走進妙子的班上時；她們走路模樣是日本衣料公司「RENOWN」在1967拍攝的廣告裡頭的風格。[17]
- 敏雄開的車子為速霸陸汽車的SUBARU R2。[31]
- 尚子聽完妙子小時候吵著要包包最後挨打的故事後，兩人做出手指互相接觸的動作為電影《E.T.》裡的著名場景。[24]

#### 雜談
- 起初動畫劇情上為妙子出外旅行後、帶著充滿小時的回憶返回家裡，而鈴木敏夫便提出「最好能有個與她陪同的男性」的意見，之後高畑勳設計出劇中男主角後便回覆：「既然這角色是鈴木敏夫先生的提議、就將他命名為（敏夫）吧。」[32]（※一些中文版動畫將此角色譯為同音異字的「敏雄」。）
- 原著漫畫裡頭有出現幾段NHK的1960年代開始播放的兒童人偶節目《葫蘆島漂流記》，原先高畑勳從未看過此節目，之後看過此節目中出現過的幾首歌詞便產生了極大的興趣，於是請求製作人鈴木敏夫透過關係將及節目中的一些歌曲給搜集起來，包括之後出現的操控人偶的動作畫面。[33]
- 高畑勳為了在動畫裡製作寫實的採取紅花及加工過程，要求團隊將各種關於採集紅花的資料書籍全湊起來，事後高畑勳為此所做出來的紅花研究筆記曾寄給山形縣一位紅花作業高手給過目；且被對方認為是最正確的流程步驟。[34]

## 其他作品

### 概要
原作乃由岡本螢創作、刀根夕子負責繪製；在1987年裡於雜誌《週刊明星》連載半年的漫畫。
故事背景為在日本1966至1967年期間、一名叫做「岡島妙子」的小女孩在日常生活所經歷的各種生活點滴。劇情內容多為岡本螢小時的自身經歷，如故事中妙子討厭吃的洋蔥及為岡本螢不愛的食物。
原作裡妙子的身份從頭至尾皆為小學生，吉卜力動畫版中登場的27歲成年人妙子則為導演高畑勳原創的內容。
高畑勳對於原作漫畫的評價為：「在對事情回憶的場景上有著生動的描寫、有著讓任何人看了都會產生共鳴的題材、並能刻劃出用孩童眼光來觀察成人世界的趣味手法」等等魅力。

#### 採用內容
吉卜力動畫版劇情裡成年妙子回憶小時的段落，依序分別為改編下列的原作章節：
- 第11篇「沒到過鄉下」
- 第20篇「香蕉與鳳梨」
- 第17篇「偶像」
- 第23篇「營養午餐」
- 第21篇「男女交際」
- 第6篇「內褲」
- 第9篇「生理期的故事 上集」
- 第10篇「生理期的故事 下集」
- 第22篇「耍任性」
- 第8篇「25分」
- 第18篇「邁向女明星之路 上集」
- 第19篇「邁向女明星之路 下集」
- 第7篇「阿部」

### 簡介
2011年4月；《兒時的點點滴滴》以改編成舞台劇方式於東京的天王洲銀河劇場上演，之後5月在秋田縣由蕨劇團擔任戲劇班底、於當地長期演出，並預定2012年1月後在日本全國展開巡迴表演。
此為吉卜力系列動畫中；第一個改編成舞台劇的作品。劇中宣傳海報裡的花卉圖示，同由先前擔任動畫版美術監督一職的男鹿和雄所協助繪製。

### 演出人員
| 角色名                        | 演員             | 演員     |
| 角色名                        | 天王洲銀河劇場版 | 蕨劇場版 |
| ----------------------------- | ---------------- | -------- |
| 岡島妙子 (成人)               | 朝海光           | 碓井涼子 |
| 岡島妙子 (五年級生)           | 石丸椎菜         | 鈴木潤子 |
| 妙子的母親 山形縣鄉村的老奶奶 |                  | 丸山有子 |
| 妙子的父親                    | 渡邊哲           | 渡邊哲   |
| 岡島奈奈子                    | 高橋摩美         | 高橋摩美 |
| 岡島彌惠子                    | 碓井涼子         |          |
| 德子                          |                  | 窪寺杏   |
| 愛子                          | 中里裕美         | 中里裕美 |
| 理惠                          |                  |          |
| 殿村                          | 樁康寬           |          |
| 廣田秀二                      | 北村嘉基         | 北村嘉基 |
| 阿部                          | 森下彰夫         | 森下彰夫 |
| 敏雄                          | 三重野葵         | 三重野葵 |
| 勝男                          | 平野進一         | 平野進一 |
| 紀代子                        | 丸山有子         |          |
| 尚子                          | 鈴木潤子         | 伊藤幸世 |
| 群戲                          | 伊藤幸世 權田    |          |

### 製作人員
- 舞台指導：佐久間勝德
- 演出：栗山民也
- 劇本、台詞：齋藤雅文
- 舞蹈編排：田井中智子
- 髮型設計：鐮田直樹
- 演員衣物：樋口藍
- 道具：平野忍
- 音樂：甲斐正人
- 歌唱指導：山口正義
- 音響效果：小寺仁
- 燈光：勝柴次朗
- 企劃製作：蕨劇場
- 協助：吉卜力工作室

### 標語文宣
- 我跟我自己去旅行（私はワタシと旅に出る）── 採用與動畫版同內容的文宣。